# Cephalaria zeyheriana
Cephalaria zeyheriana är en tvåhjärtbladig växtart som beskrevs av Szabo. Cephalaria zeyheriana ingår i släktet jätteväddar, och familjen Dipsacaceae. Inga underarter finns listade i Catalogue of Life.